# Benin na Letnich Igrzyskach Olimpijskich 2000
Benin na Letnich Igrzyskach Olimpijskich 2000 reprezentowało 4 zawodników, 3 mężczyzn i 1 kobieta.

## Skład kadry

### Lekkoatletyka
Mężczyźni
- Pascal Dangbo - bieg na 200 m (odpadł w 1 rundzie eliminacji, 58. miejsce)

Kobiety
- Laure Kuetey - bieg na 100 m (odpadła w 1 rundzie eliminacji, 65. miejsce)

### Taekwondo
Mężczyźni
- Stanislas Ogoudjobi

### Tenis ziemny
Mężczyźni
- Christophe Pognon - gra pojedyncza (odpadł w 1 rundzie)